# Rockharz Open Air
Pour les articles homonymes, voir Open Air.
Le Rockharz Open Air, parfois simplement Rockharz ou Rock Harz, est un festival de heavy metal, ayant émergé en Allemagne en 1994, non loin du Harz. Il commence avec environ 100 visiteurs. Par la suite, il devient un festival incontournable de heavy metal annuel. L'édition 2014 du festival compte plus de 12 000 visiteurs.

## Histoire

### Origines et débuts
Le fondateur était à l'origine, en 1993, l'association Rock und Kultur am Harz e.V. Le Rockharz se déroule d'abord sous le nom de Rock gegen Rechts, et attire près de 1 400 visiteurs dans la salle municipale d'Osterode. L'année suivante, le festival a été déplacé sur le terrain de loisirs d'Osterode-Lasfelde, devenant ainsi un événement en plein air qui a attiré 1 000 visiteurs. En même temps, le festival est rebaptisé Rockharz Openair. Des groupes régionaux se produisent sur une remorque de camion et ont ainsi posé la première pierre du Rockharz Open Air.
Au plus tard en 1996, une véritable scène en plein air est construite pour le festival. Des groupes comme Guano Apes, The Atmosfear, Hungerstrike, Wasteland, Catty Caress et Tallian Gray jouent et les premières tentes sont montées. L'année suivante, 17 groupes, dont Speak'n'Fish, MCDoors, Silent Hectic, Wild Thing et RAW, ont joué devant quelque 2 500 spectateurs - un nouveau record de fréquentation. Pour la première fois, l'entrée était également payante afin de couvrir les frais. La tête d'affiche de 1999 était le groupe allemand de rock alternatif Donots. Malheureusement, le nombre de visiteurs n'a pas été à la hauteur des attentes.

### 2002–2008
L'édition 2002 du festival fait participer 18 groupes dont Schandmaul, Mila Mar, End of Green et J.B.O.. 
Avec la participation de groupes comme Subway to Sally, Die Apokalyptischen Reiter, Majesty, Circle II Circle, Disbelief et Edge of Thorns, le festival attire les visiteurs venant des quatre coins de l'Allemagne. Dans les années qui succèdent, le Rockharz augmente ses capacités d'accueil avec 25 groupes à l'édition 2005 comme Grave Digger, Doro, Rage, Holy Moses et Onkel Tom. En 2006, le Rockharz devient un festival en plein air. Cependant, les basses températures allant jusqu'à 3 °C affectent le festival,. L'activité des concerts doit être légèrement interrompue.
En raison de l'énorme augmentation de la fréquentation de l'Open Air, l'organisation est transférée de l'association Rock und Kultur am Harz e.V. à la société VERUGA GmbH après l'édition de 2005. La société avait été créée par Thorsten Kohlrausch pour l'organisation du festival, qui devenait ainsi l'organisateur à la place de l'association Rock und Kultur am Harz e.V.. L'association reste néanmoins impliquée dans le Rockharz jusqu'en 2009, par exemple en tenant les stands d'information et en organisant cinq groupes de nouveaux venus dans la programmation. En 2007, quelques grands groupes comme In Extremo, Kreator, Oomph!, ASP et Clawfinger s'ajoutent au line-up, gagnant ainsi de nouveaux fans pour le Rockharz. Dark at Dawn, le groupe de l'organisateur Thorsten Kohlrausch, donne son concert d'adieu au Rockharz en 2007. La même année, le Rockharz est de nouveau touché par des intempéries, des tentes sont détruites et de la boue occasionne de la gêne pour les spectateurs. En 2008, le festival s'étendd sur trois jours. En conséquence, la setlist est élargie avec un plus grand nombre de groupes : Entre-temps, 40 groupes se produisent dans le cadre du festival. 

### Depuis 2009

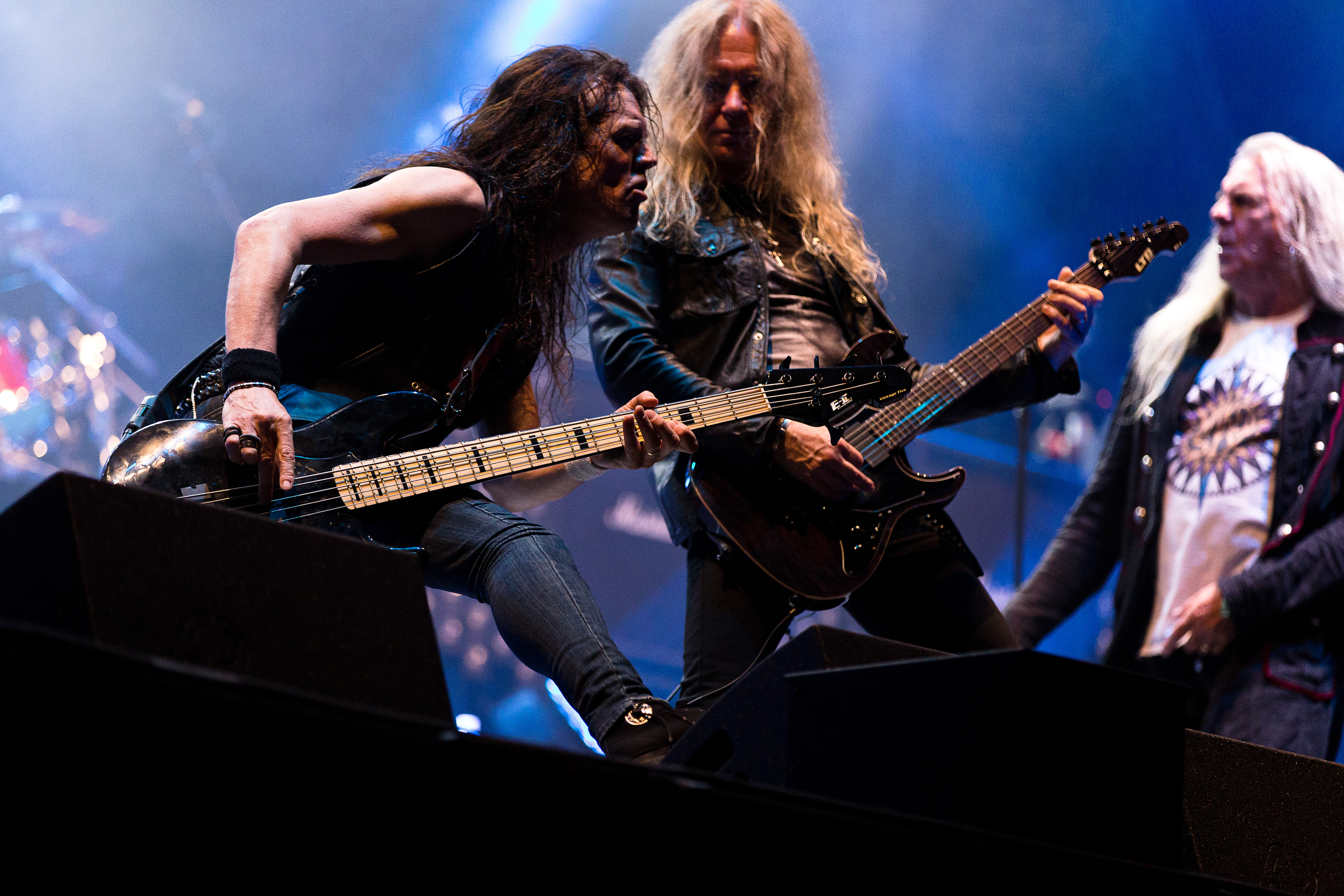
Saxon au Rockharz 2016.

Entre-temps, la taille du festival nécessite un nouveau lieu de manifestation, car l'espace à Osterode et dans ses quartiers pour accueillir le nombre toujours croissant de visiteurs manque cruellement. La longue distance entre le site du festival à Osterode-Förste et le terrain de camping à Osterode-Dorste, distants de 4,5 km et reliés par un service de navettes, se révèle également être un obstacle. Un nouveau lieu est trouvé en 2009 avec l'aérodrome de Ballenstedt-Harz, qui dispose à la fois d'un terrain adapté aux grandes constructions scéniques et de suffisamment de place pour les tentes des visiteurs. De plus, les grandes agglomérations sont maintenant un peu plus éloignées, ce qui minimise les plaintes concernant le bruit. Cependant à cette période, il pleut deux jours sur trois. L'année suivante, en revanche, le festival fait face à une très forte chaleur, avec 40 °C. En 2011, le Rockharz propose des têtes d'affiche comme Hypocrisy, HammerFall et In Extremo. Depuis 2012, l'engouement du public est tel que le festival affiche complet chaque année depuis lors. 
De 2012 à 2015, une compétition éliminatoire de jeunes groupes a lieu à Osterode en amont du Rockharz Open Air. Ce concours, appelé Devil's Wall Trophy, est remporté en 2012 par le groupe de metalcore Five Feet High and Rising et en 2013 par Furious Anger. Les années suivantes, ce sont les groupes Harmann et Asenblut qui remportent la compétition. Les groupes gagnants gagnent ainsi un créneau pour se produire lors d'un après-midi du Rockharz. Lors de l'édition 2015, les travaux sur les routes et les restrictions d'accès rendent l'accès au festival si difficile que les routes d'accès sont bloquées jusqu'à 13 km,. L'organisateur présente alors des mesures pour éviter cela à l'avenir. Ces mesures comprennent la possibilité d'arriver un jour plus tôt, la création d'une deuxième route d'accès, la réservation d'emplacements et l'accélération des contrôles par la sécurité.
Depuis 2009, les visiteurs qui, au moment de leur départ, ont payé leur consigne en déposant les déchets qu'ils avaient collectés, reçoivent un poster de la photo aérienne actuelle du festival Rockharz. Une nouvelle photo aérienne est ainsi réalisée chaque année. Afin d'inciter les visiteurs potentiels à acheter leurs billets le plus tôt possible, différents packs limités de réservation anticipée sont proposés, qui contiennent par exemple comme bonus un DVD avec des extraits du festival de l'année précédente, des posters ou encore des T-shirts à l'effigie du Rockharz.
En raison de la pandémie de Covid-19, le Rockharz est annulé en 2020, pour la première fois depuis sa création. Les organisateurs permettront à chaque détenteur de billet d'utiliser son billet de 2020 pour l'édition suivante de 2021. L'évolution de la pandémie rend impossible le déroulement du festival pour la deuxième année consécutive. En 2022, pour la première fois depuis le début de la pandémie, le festival a lieu dans son environnement habituel. Cela n'a été possible que grâce, entre autres, au fait que de nombreux détenteurs de billets des années précédentes ont renoncé à se faire rembourser le prix de leur billet, permettant ainsi aux organisateurs de disposer d'une certaine marge de manœuvre financière. En 2023, la fréquentation du festival est de 24 000 entrées.

## Warm-up day
Depuis 2008, les prestations des groupes sont étendues au jeudi, qui servait déjà de jour d'échauffement avec du disco metal. Depuis 2012, le jeudi est le jour régulier du festival et un warm-up day est organisé à la place le mercredi avant le début du festival le jour suivant. De 2013 à 2015, jusqu'à six groupes se produisent sur une scène séparée, la Devil's Wall Stage. Seules les zones situées devant cette scène sont ouvertes à l'infield ce jour-là. La Devil's Wall Stage est démontée après cette journée. Depuis 2014, les concerts du mercredi sont également regroupés sous le nom de AFM-Label-Night, car les organisateurs coopèrent pour cela avec le label indépendant AFM Records et les groupes qui se produisent le mercredi sont tous sous contrat avec ce label. En 2016, l'AFM-Label-Night a lieu directement sur l'une des deux scènes principales, la Rock Stage. Ils renoncent à une troisième scène qui n'est utilisée qu'un seul jour.

## Groupes notables
De nombreux groupes sont habitués à jouer au festival.
- ASP (2007, 2009, 2012, 2016)
- The Atmosfear (1996, 1998, 2003, 2006, 2011)
- Coppelius (2009, 2012, 2015, 2016)
- Dark at Dawn (1998, 2003, 2007, 2013)
- Die Apokalyptischen Reiter (2001, 2004, 2007, 2010, 2015)
- Drone (2007, 2009, 2012, 2015)
- Eisbrecher (2008, 2010, 2013, 2015)
- Elements of Change (2002, 2008, 2009, 2011)
- Equilibrium (2010, 2014, 2018, 2023)
- Fear of the Dawn (2001, 2002, 2004, 2005, 2006, 2011)
- Fiddler's Green (2009, 2011, 2013, 2015)
- J.B.O. (2003, 2009, 2011, 2013, 2016)
- Knorkator (2003, 2006, 2008, 2012, 2014, 2016)
- Letzte Instanz (2002, 2006, 2011, 2015)
- Mambo Kurt (2005, 2006, 2007, 2008)
- Orden Ogan (2006, 2011, 2013, 2015)
- Rage (2005, 2007, 2010, 2012)
- Saltatio Mortis (2008, 2011, 2014, 2016, 2019)
- Subway to Sally (2004, 2006, 2010, 2013, 2016)
- Suidakra (2003, 2007, 2009, 2012, 2015)
- Tankard (2002, 2004, 2009, 2013, 2016)
- Týr (2007, 2008, 2011, 2012)
- Unzucht (2010, 2014, 2017, 2023)